# Arte romantica

La Libertà che guida il popolo di Eugène Delacroix, uno dei dipinti simbolo della pittura romantica (1830)

L'arte romantica si sviluppa verso la fine del XVIII secolo e gli inizi del XIX secolo in Germania, per poi diffondersi in Francia, Inghilterra, Italia e Spagna. L'arte romantica investe principalmente la pittura, per quanto abbia dato impulso ad un nuovo modo di concepire l'architettura e il restauro.

## Ideali dell'arte romantica
La stagione romantica, preludio all'Arte moderna propriamente detta, si configura per dei tratti essenziali che connotano, più in generale, tutta la corrente del romanticismo: 
- la natura viene letta in chiave romantica come l'espressione del divino in terra, l'immanenza dell'assoluto nel mondo sensibile, di cui l'uomo non è che una caduca manifestazione. La natura con la sua bellezza fa scaturire nell'uomo sentimenti contrastanti in grado di terrorizzarlo quanto di rasserenarlo. Il catastrofismo, in particolare, suscita nell'animo umano un senso di inquietudine misto a orrore, ma là dove l'uomo riesca a cogliere in tutto ciò una qualsivoglia forma di bellezza, si realizza il concetto di sublime, così come teorizzò Edmund Burke.

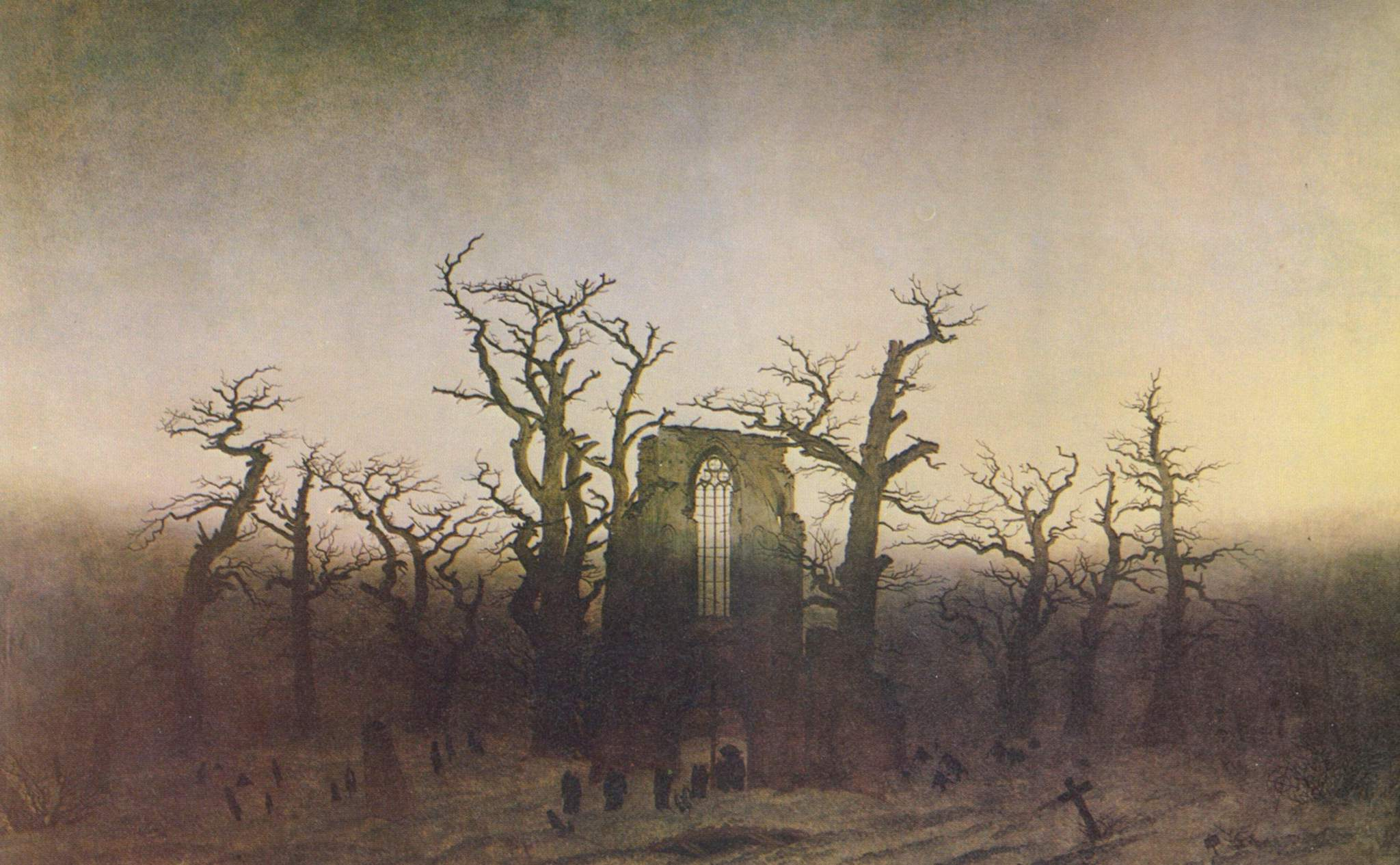
Caspar David Friedrich, Abbazia nel querceto, esempio di ruderismo

- ritorno al passato medievale: si traduce in un vero e proprio tuffo nella fede, con opere che esprimono il bisogno di riconciliare l'uomo con Dio, un rapporto che è possibile ricucire in virtù di una ritrovata spiritualità. Si riprende il concetto di vanitas, così com'era percepito dal Masaccio e da altri artisti del primo Rinascimento, ossia l'ineluttabilità della morte[1]. In pittura si è fatto largo uso di ruderismo per esprimere al meglio l'impossibilità dell'uomo e, più in generale, di tutte le opere umane, di fuggire alla decadenza. L'assenza di una netta prevalenza di uno stile rispetto a quello passato significò in architettura la compresenza nello stesso edificio di due generi a volte antitetici: si parla quindi di eclettismo storicistico.
- Aspirazione all'assoluto e all'infinito: l'idea che lo spirito assoluto sia il modo con cui diviene la realtà è un'istanza propria dell'idealismo e traccia un filo comune a tutti i caratteri dell'arte romantica. L'uomo è una tappa necessaria dello spirito che se ne serve per perfezionarsi: l'essere umano vive in funzione di un infinito processo di automiglioramento dello spirito che immane alla realtà, una perenne tensione verso la perfezione (titanismo).

## Pittura romantica
La pittura è l'arte figurativa per eccellenza del romanticismo e assume sfaccettature molto diversificate a seconda del territorio in cui si è sviluppato. Tra i grandi precursori del movimento romantico ci fu Francisco Goya.

### In Inghilterra

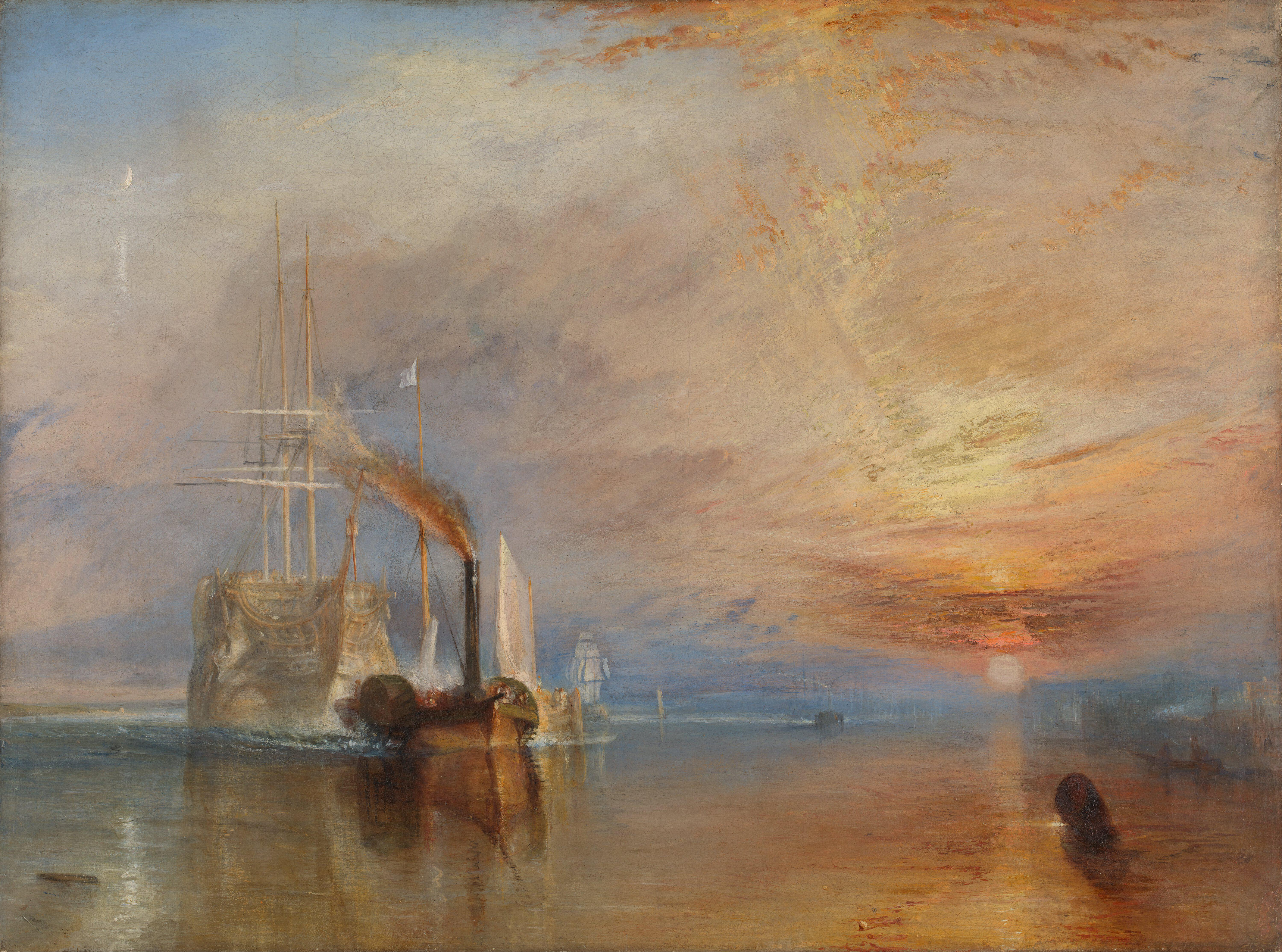
William Turner, La valorosa Téméraire, National Gallery, Londra, 1838

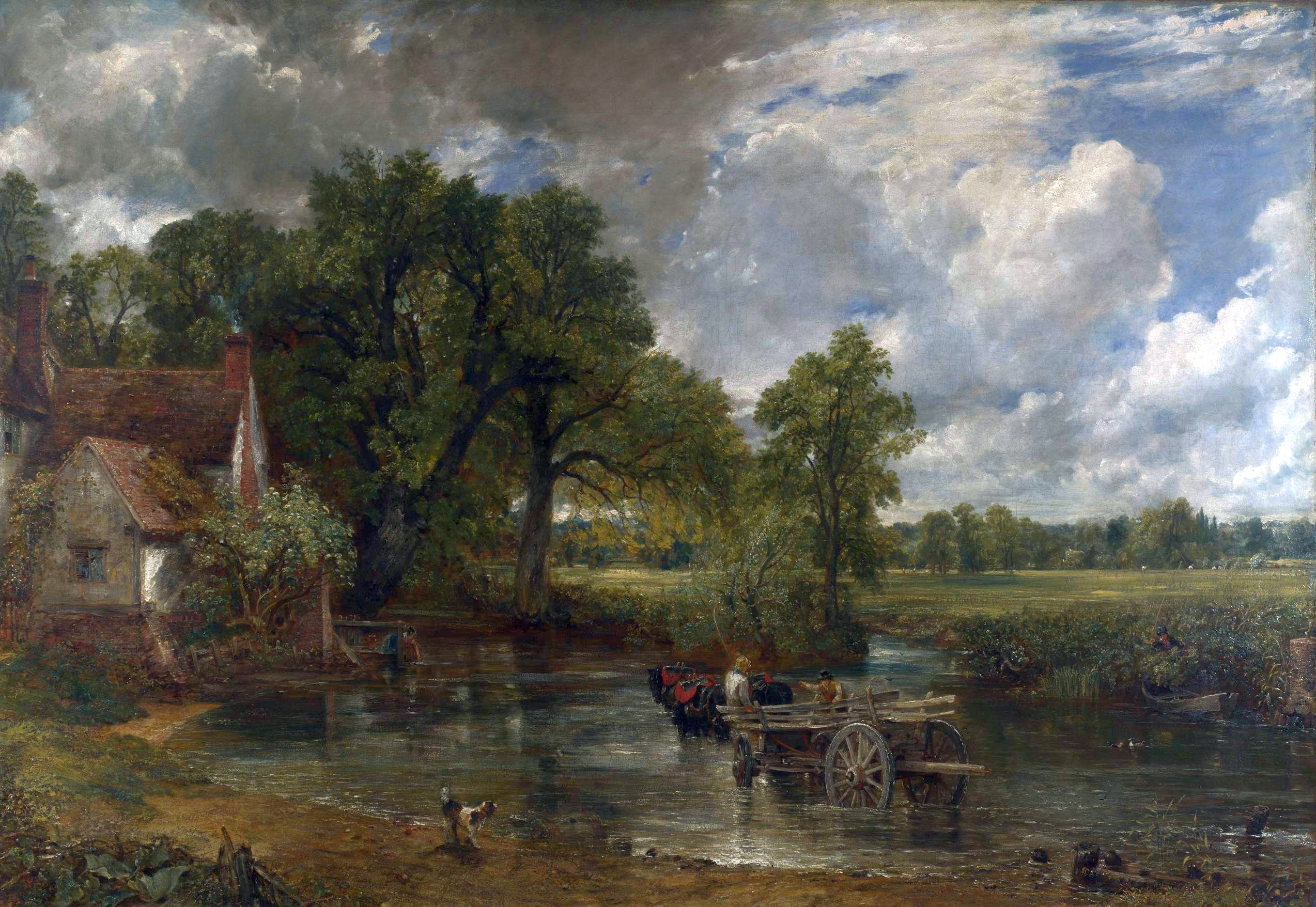
John Constable, Il carro da fieno, National Gallery, Londra, 1821

In Inghilterra si distinsero tre correnti artistiche: la corrente visionaria onirica, la corrente del sublime e la corrente pittoresca. I massimi esponenti di ciascuna di esse furono rispettivamente William Blake, William Turner e John Constable.
Blake dipinse principalmente visioni e sogni, sull'orma del pittore svizzero Johann Heinrich Füssli, per poi dedicarsi alla rappresentazione di episodi tratti da grandi classici del passato, in particolare la Divina Commedia e il Paradiso perduto (Paradise Lost) di John Milton.
Turner incarnò nei suoi soggetti il sublime delle catastrofi naturali, dando espressione all'ardore e al dinamismo degli incendi ad esempio, secondo una tecnica che focalizzava grazie all'uso di linee circolari-ellissoidali il centro della scena: la spettacolarità della natura coinvolge così lo spettatore che apprezza la scena come se fosse stata sfuocata da una lente opaca.
Infine Constable si concentrò nella riproduzione realistica dei paesaggi arcadici delle campagne inglesi, cogliendo di volta in volta il cambiamento dei fenomeni atmosferici: intendeva stimolare un sentimento di dolce nostalgia, per mezzo di colori soffusi e di linee morbide e decorative.
Il tardo romanticismo inglese, caratterizzato dal gusto neogotico e simbolista, vide l'affermarsi dei Preraffaelliti, movimento precursore dell'Art Nouveau, fondato da John Everett Millais, Dante Gabriel Rossetti e William Hunt.

### In Germania

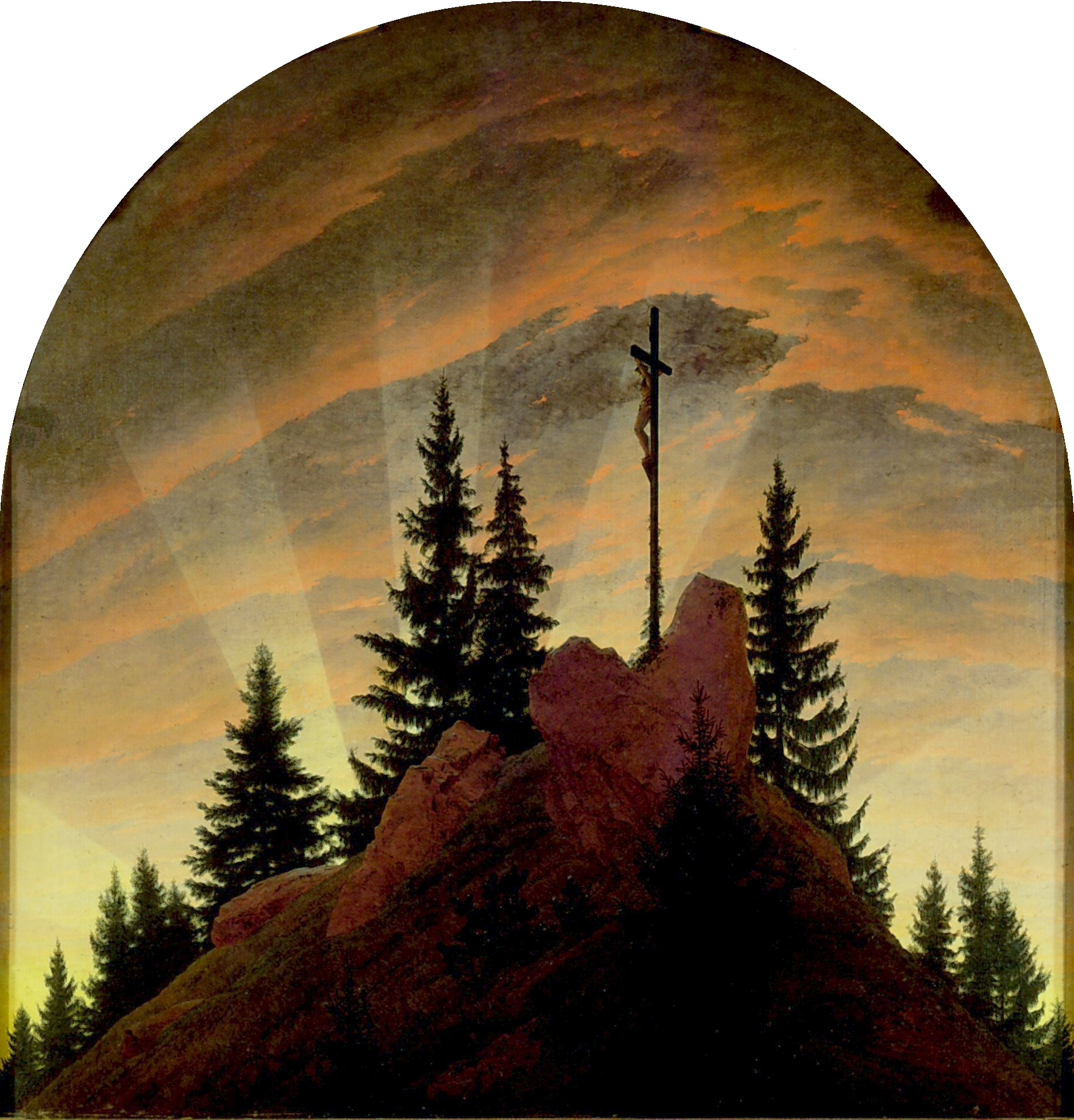
Caspar David Friedrich La Croce sulla montagna, Gemäldegalerie, Dresda, 1807

Il più grande esponente della pittura romantica in Germania, e più in generale la figura che meglio incarna i canoni dell'arte romantica è Caspar David Friedrich.
Il pittore tedesco aveva come soggetti per lo più paesaggi, da leggersi sotto una chiave interpretativa del tutto diversa da quelli che caratterizzavano i dipinti di Constable: la natura viene rappresentata in tutta la sua sconfinatezza, quasi a voler dare espressione al senso d'impotenza dell'uomo, essere finito, di fronte alla natura, manifestazione infinita. Non a caso l'uomo è sempre rappresentato o di spalle o in lontananza tale che non lo si possa mai guardare in faccia. Ruderismo e spiritualità sono due costanti nei quadri di Friedrich: paradigmatica La croce sulla montagna, in cui la luce che si diffonde da dietro il pinnacolo montagnoso può essere assimilata sia ad un'alba quanto alla luce di Dio, che, verosimilmente, quivi coincidono. Nella sua opera più nota, Viandante sul mare di nebbia, l'artista connota i tratti del sublime con incredibile maestria, offrendo un panorama mozzafiato. Inoltre, tra la Germania e l'Italia, si sviluppò il gruppo pittorico dei Nazareni.

### In Francia

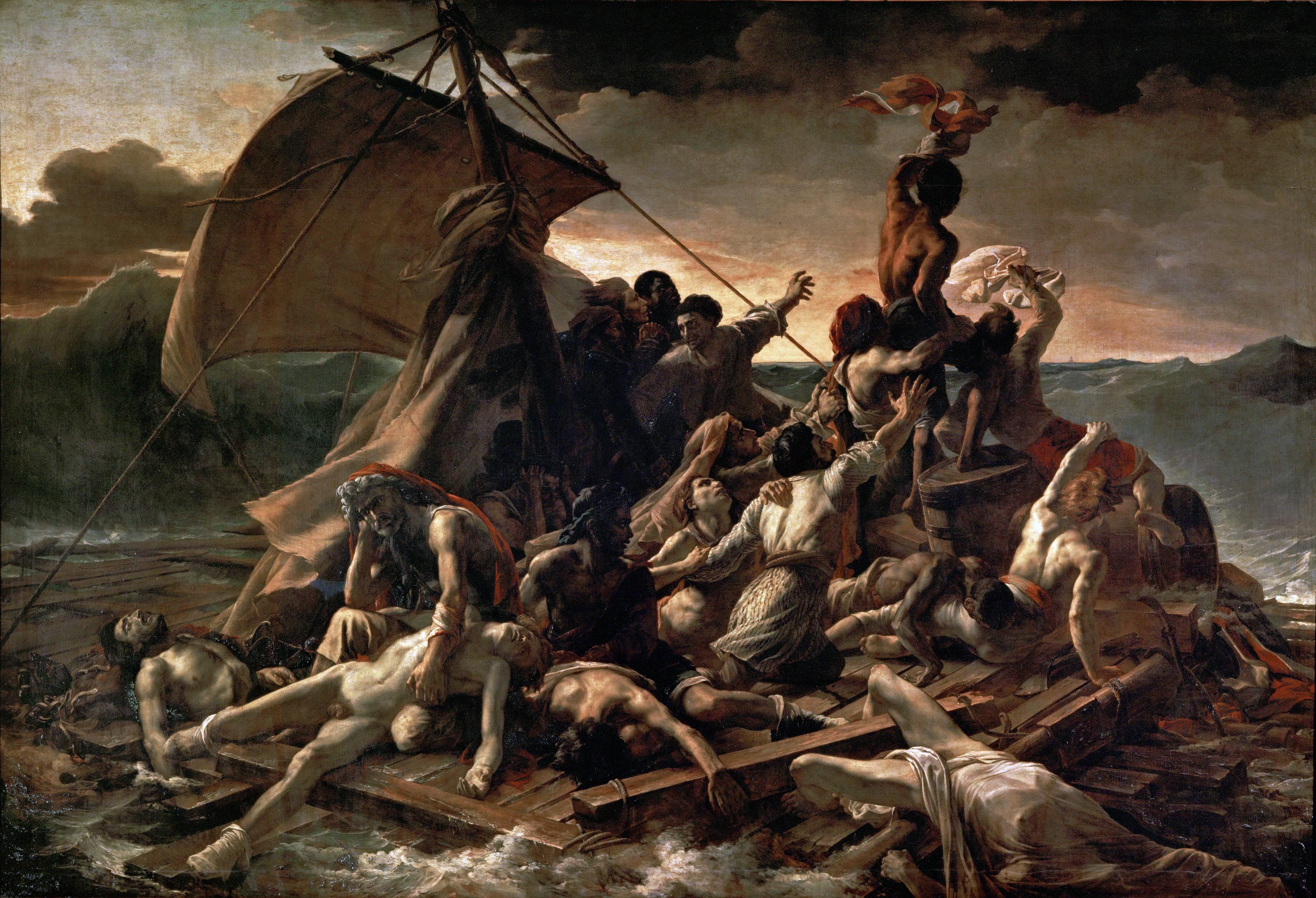
Théodore Géricault, La Zattera della Medusa, 1819, Parigi, Museo del Louvre

In Francia si distinsero due sottocorrenti: il romanticismo fiammeggiante e il romanticismo lacrimoso. I massimi esponenti furono rispettivamente: Eugène Delacroix e Jean-Louis-Théodore Géricault da un lato, Camille Corot e Théodore Rousseau dall'altro.
Delacroix pose l'accento sulla questione dell'identità nazionale, cercando di conquistare il valore della nazionalità facendo riferimento ad episodi di cronaca del tempo. Nel celeberrimo dipinto La Libertà che guida il popolo, in un'esplosione di colori, si trova l'incarnazione della Libertà la quale si propone come spinta rivoluzionaria contro l'anacronistico Carlo X di Francia: il disegno ripropone un modello piramidale assimilabile a molte opere di Leonardo da Vinci. Molto interessante è anche Il massacro di Scio, col quale l'artista intende evidenziare il difficile cammino della rivoluzione greca, in un paese oppresso dal governo dell'Impero ottomano.

Gericault, di formazione neoclassica, abbandona presto i canoni accademici per riproporre anch'egli interessanti soggetti di cronaca, intesi, diversamente da Delacroix, come stimolo di riflessione sulla condizione miserabile comune agli uomini colpiti da una catastrofe: se si pensa a La Zattera della Medusa, in cui ancora una volta ricompare, in questo caso doppia, la struttura piramidale.

### In Italia

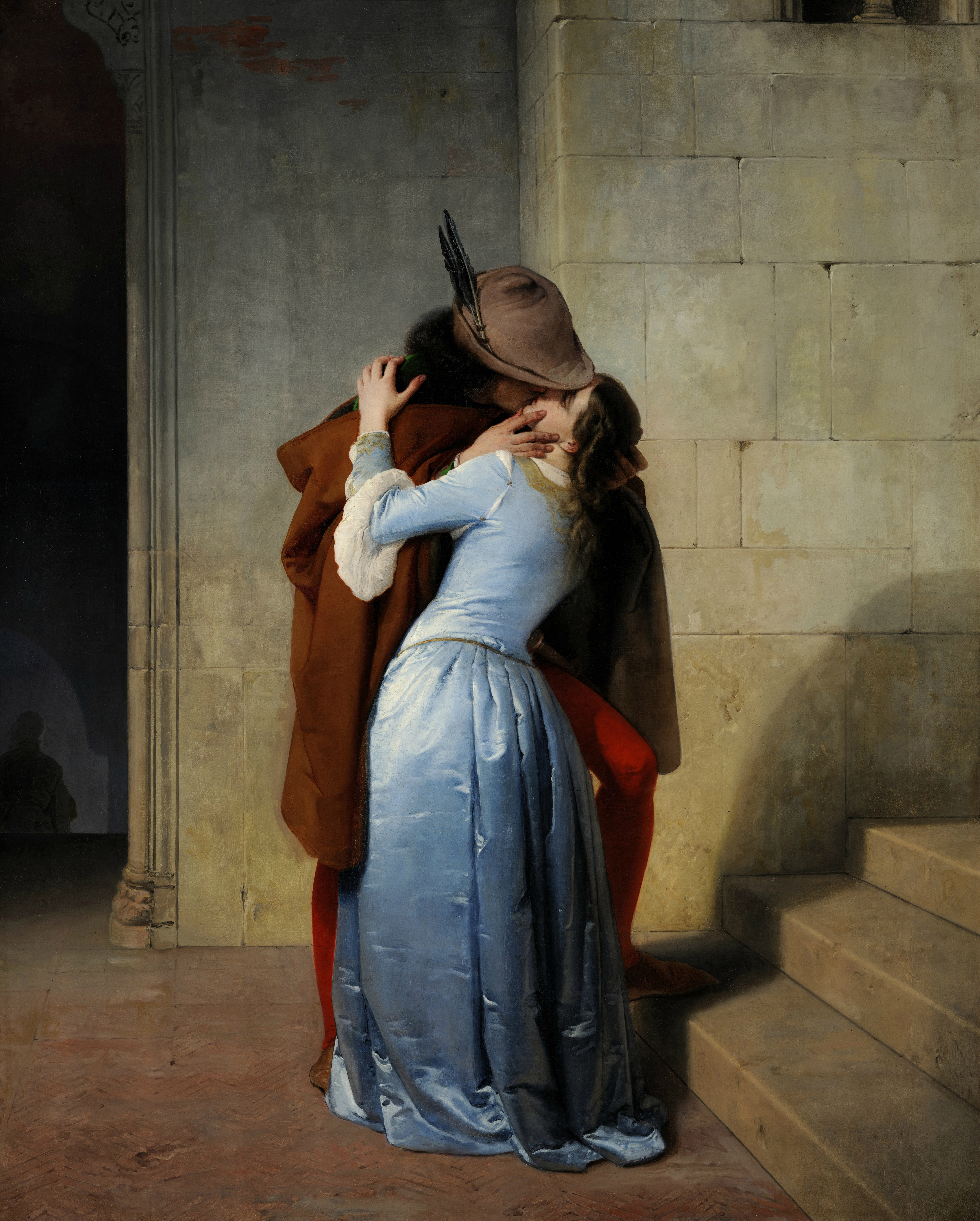
Francesco Hayez, Il bacio, 1859, Milano, Pinacoteca di Brera

Contemporaneo al movimento romantico, in Italia si inizio a sviluppare il purismo, di ispirazione analoga a quella dei nazareni tedeschi. Tuttavia anche qui si radicò una corrente del romanticismo, il cosiddetto romanticismo storico, il cui massimo esponente è Francesco Hayez. Insieme ad Hayez, che lavorò soprattutto nel Lombardo-Veneto, i maggiori pittori di questa corrente e in genere della prima metà dell'Ottocento furono Giuseppe Bezzuoli e Francesco Podesti, come testimonia lo stesso Mazzini.
I dipinti di Hayez e della corrente del romanticismo storico tendono a rappresentare soggetti del passato, per lo più medievale, nel tentativo di ritrarre situazioni assimilabili al suo tempo (esattamente come Alessandro Manzoni conseguì nell'Adelchi). Il suo repertorio annovera ritratti di celebri figure del suo tempo, a partire dal già citato Manzoni fino a Camillo Benso di Cavour, nonché una serie di opere che raffigurano due amanti uniti da un bacio appassionato: il suo più noto dipinto, intitolato semplicemente Il bacio (1859), rappresenta un uomo in procinto di fuggire ma capace di dedicare all'amata un bacio appassionato e sincero, identificando quindi il primato del sentimento su qualsiasi altra cosa.

## Architettura romantica

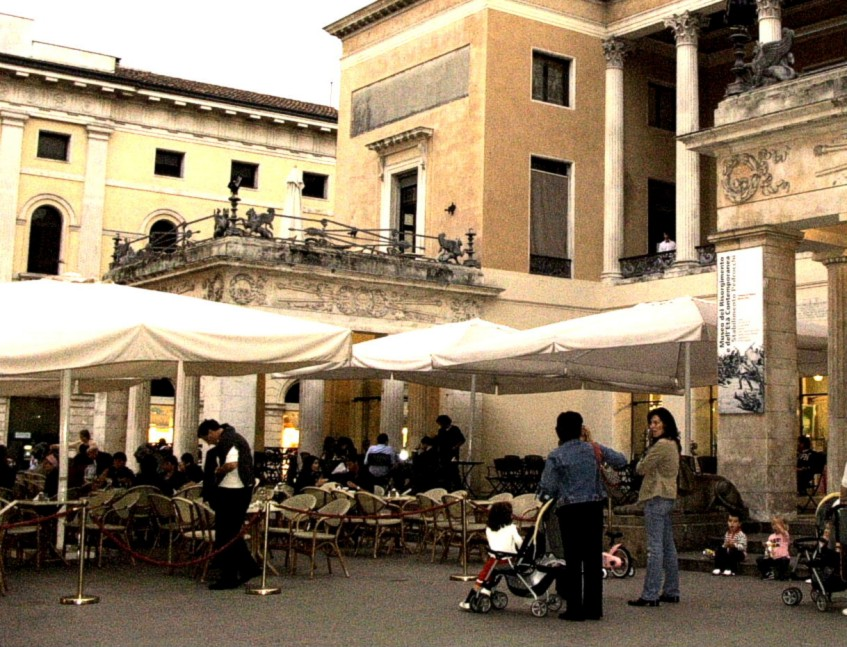
Caffè Pedrocchi a Padova, esempio di architettura eclettica

In contrapposizione al rigore razionalista e alle pretese universalistiche dell'illuminismo, il romanticismo rivendica invece la centralità del sentimento e della soggettività individuale, nonché della vitalità storica delle diverse espressioni artistiche e culturali dei popoli. A questo corrisponde, in ambito architettonico, un rifiuto delle consolidate forme dell'architettura neoclassica, a favore di una riscoperta di forme e stili costruttivi che evocassero un passato lontano e allo stesso tempo ancestrale. In particolare il Medioevo, tanto disprezzato dall'illuminismo, viene rivalutato come epoca mitica della nascita dei moderni popoli europei, a cui si riaccosta un rinnovato interesse per la sincerità delle diverse forme di espressione e conoscenza artigianale, in opposizione alla nascente produzione seriale industrializzata. Questa tendenza storicista mira alla ricerca di una continuità con una tradizione costruttiva ritenuta più vitale e autentica rispetto alla rigidità livellante del classicismo, rielaborando in chiave moderna elementi attinti dal passato, specifici di una determinata nazione o regione.
Questa nuova sensibilità si afferma fra la fine del XVIII secolo e durante tutto il XIX secolo in particolare in Inghilterra, Francia e Germania, con la nascita dell'architettura neogotica e neoromanica, mentre in Italia, storicamente più legata alla classicità greco-romana, ebbe una minore e più tarda eco. Il ritrovato interesse per la storia, e in particolare per il Medioevo, non fu limitato agli ambienti intellettuali, ma ebbe un forte successo di pubblico grazie alla diffusione del genere letterario del romanzo storico, primi fra tutti i libri di Walter Scott e Victor Hugo. L'architettura neogotica e, più in generale, revivalista, si rifà inoltre al gusto artistico del paesaggio romantico, il quale spesso associa a una natura a volte pittoresca a volte sublime e minacciosa, elementi architettonici evocativi e nostalgici, come rovine, cattedrali e castelli.
Esempi di questo ampio e composito movimento architettonico e artistico includono il palazzo di Westminster (opera di Charles Barry e Northmore Pugin) e il Tower Bridge di Londra (realizzata da Horace Jones e John Wolfe Barry), il collegio di Christ Church dell'Università di Oxford, la basilica di San Clotilde di Parigi (opera di François-Christian Gau), il palazzo del Parlamento ungherese (progettato da Imre Steindl), la chiesa di Mattia e il Bastione dei Pescatori di Budapest (di Frigyes Schulek), il Municipio Nuovo di Monaco di Baviera (opera di Georg von Hauberrisser), il Municipio di Vienna (su progetto di Friedrich von Schmidt), la cattedrale di San Patrizio di New York (di James Renwick Jr).
Lungi dal limitarsi al medievalismo, il repertorio stilistico dell'architettura del romanticismo non può prescindere dall'influenza dell'architettura rinascimentale italiana, facendo dell'architettura neorinascimentale un punto fondamentale nel revivalismo ottocentesco. Allo stesso tempo, anche grazie ai crescenti contatti commerciali e coloniali con paesi extraeuropei, l'architettura romantica attinge anche ad elementi più esotici, ovvero evocativi non per la loro distanza temporale ma spaziale, arricchendosi di altre esperienze del revivalismo, alcune delle quali già conosciute e filtrate dal classicismo (come l'architettura neoegizia o orientalista), altre più innovative (come l'architettura neo-mogol, l'architettura neobizantina o l' architettura neomoresca). Accade inoltre che più stili diversi vengano accostati in uno stesso edificio, attraverso sperimentazioni eclettiche. Un esempio è il quartiere Coppedè di Roma. Il senso dell'architettura eclettica sta proprio nel saper attingere all'immenso repertorio di forme e stili del passato, scegliendo fra essi gli accostamenti più armoniosi e raffinati. Così facendo, crea una sintesi unica e originale diversa dalla somma delle singole parti, per poi giungere, alla fine dell'Ottocento, all'elaborazione del nuovo stile Liberty.
Nel campo del restauro, la sensibilità romantica si divide in diverse correnti di pensiero, ai cui estremi si trova, da un lato, il purismo intransigente di John Ruskin e, dall'altro, il restauro stilistico di Eugène Viollet-le-Duc. Il primo condanna il restauro come forzatura della caducità stessa dei monumenti, ammettendo solo una conservazione che ne ritardi l'inesorabile distruzione. Secondo questa visione, vicina al rovinismo romantico, l'autenticità del monumento sarebbe una qualità unica e irripetibile, che l'atto stesso del restauro andrebbe a cancellare. Su posizioni diverse, invece, si trova la maggior parte dei contemporanei, in primis Viollet-le-Duc, che concepisce invece il restauro come una necessità e una ricerca dei caratteri originali degli edifici antichi, liberandoli da rimaneggiamenti e superfetazioni successive o attraverso la ricostruzione di elementi mancanti. In questo caso, la ricomposizione avviene sulla base dei disegni originali (come per la torre del Filarete del Castello Sforzesco di Milano, ricostruita da Luca Beltrami) o, in mancanza di essi, operando integrazioni che mirano a recuperare il più possibile l’unità stilistica dell'impianto originario, sulla base di un accurato studio analogico. L'approccio ideale e non rigidamente conservativo di Viollet-le-Duc fa sì che non manchino casi in cui le scelte integrative dell'architetto portino a risultati del tutto originali.
Alla sensibilità romantica e medievalista si devono numerosi completamenti di cattedrali medievali rimaste incompiute, come il duomo di Colonia (completato da Karl Friedrich Schinkel seguendo i disegni originali, sebbene introducendo alcune tecnologie costruttive moderne), l'abbazia di Westminster, il duomo di Milano (opera, fra gli altri, di Carlo Amati), il duomo di Firenze (su progetto di Emilio De Fabris) e la basilica di Santa Croce (la cui facciata è opera di Niccolò Matas), la cattedrale di San Vito di Praga (su progetto di Josef Mocker), il duomo di Ratisbona (le cui torri furono completate da Franz Josef Denzinger), o il duomo di Ulma.

## Artisti romantici
- Inghilterra
  - William Blake
  - William Turner
  - John Constable
- Germania
  - Caspar David Friedrich
  - Philipp Otto Runge
  - Friedrich Overbeck (Nazareni)
  - Karl Begas (Nazareni)
  - Ernst Ferdinand Oehme
- Francia
  - Eugène Delacroix
  - Jean-Louis-Théodore Géricault
- Italia
  - Francesco Hayez
  - Antonio Fontanesi
  - Carlo Arienti
  - Giacinto Gigante (Scuola di Posillipo)
  - Tranquillo Cremona (Scapigliatura)
- Altri esponenti
  - Johan Christian Dahl
  - Raden Saleh
  - Antonio Cabral Bejarano[3]
- Precursori
  - Francisco Goya
  - Johann Heinrich Füssli